# Erwerbspersonenpotential
Das Erwerbspersonenpotenzial als Maß für das Arbeitskräfteangebot umfasst nach Definition des Instituts für Arbeitsmarkt- und Berufsforschung (IAB) die Summe aus Erwerbstätigen, Erwerbslosen und Stiller Reserve. Dem Gabler-Wirtschaftslexion zufolge wird das Erwerbspersonenpotenzial an der Zahl der Personen im erwerbsfähigen Alter gemessen und ist ein Maß für das im Inland maximal zur Verfügung stehende Arbeitskräfteangebot.
Der Begriff Erwerbspersonenpotenzial bezieht sich auf mehr Menschen als das der Begriff Erwerbspersonen. Die Definitionsmenge besteht bei Letzterem aus Erwerbstätigen und Erwerbslosen. Der Begriff Erwerbspersonenpotenzial berücksichtigt hingegen auch die Stille Reserve. Da das IAB, anders als das Gabler-Lexikon, nicht alle erwerbsfähigen Erwerbspersonen, die weder erwerbstätig noch arbeitslos gemeldet sind, zur Stillen Reserve zählt, sondern nur diejenigen, die unter günstigeren Arbeitsmarktbedingungen bereit wären, eine Erwerbstätigkeit aufzunehmen, muss dem IAB, aber nicht dem Gabler-Wirtschaftslexion zufolge die Größe der Stillen Reserve geschätzt werden, da die Zahl der Arbeitswilligen in offiziellen Statistiken im Gegensatz zur Zahl der Erwerbsfähigen nicht erfasst wird.

## Definition

Entwicklung von Erwerbspersonenpotenzial und Arbeitsvolumen in der Bundesrepublik Deutschland, ab 1990 mit den neuen Bundesländern

Die übliche Erfassung von Erwerbstätigkeit und Arbeitslosigkeit gibt kein vollständiges Bild des Arbeitsmarktes, weil im Konjunkturabschwung ein Teil derjenigen aus den Statistiken verschwindet, die ihren Arbeitsplatz verlieren. Obwohl sie nicht mehr erwerbstätig sind, taucht dieser Teil nicht in der Arbeitslosenstatistik auf. Umgekehrt wird im Konjunkturaufschwung ein Teil der neuen Arbeitsplätze von Personen eingenommen, die vorher nicht als arbeitslos registriert waren. Erst die Erfassung aller Bewegungen am Arbeitsmarkt ermöglicht der Arbeitsmarktpolitik, angemessen zu reagieren.
Das Erwerbspersonenpotenzial einer Volkswirtschaft findet in der Zahl der Bevölkerung im erwerbsfähigen Alter eine natürliche Begrenzung. Jedoch kann die Zahl der Erwerbstätigen durch die Politik beeinflusst werden, und zwar
- durch eine Verkürzung der Schulzeit und damit eine Verlängerung der durchschnittlichen Lebensarbeitszeit,
- durch eine Erhöhung der gesetzlichen Regelaltersgrenze (wodurch zugleich die Menge der Erwerbsfähigen durch Neufestsetzung der entsprechenden Altersobergrenze neu definiert wird),
- durch Schaffung weiterer Anreize zu einem späteren Austritt des einzelnen Arbeitnehmers aus dem Berufsleben,
- durch eine Förderung des Zuzugs qualifizierter Fachkräfte aus dem Ausland (Arbeitsmigration; auch hierdurch wird das Erwerbspersonenpotenzial erhöht) und
- durch Anreize zur Erhöhung der Frauenerwerbsquote; konkret kann z. B. die Bereitschaft zur Aufnahme einer Erwerbstätigkeit durch Schaffung von Betreuungsmöglichkeiten gefördert werden.

## Situation in der Bundesrepublik Deutschland
Von 1960 bis 2008 ist das Potential der Erwerbspersonen von 26,3 Mio. auf 44,4 Mio. Personen gewachsen (+ 69 %). Entscheidende Faktoren des Wachstums waren Zuwanderung, die Deutsche Wiedervereinigung und die zunehmende Erwerbsneigung von Frauen.
Dagegen ist das Volumen der insgesamt vorhandenen Arbeit (Arbeitsvolumen) in diesem Zeitraum lediglich um 2,3 % gewachsen. Die ungleiche Entwicklung von Erwerbspersonenpotential und Arbeitsvolumen wurde von 1960 bis 1973 durch eine Verkürzung der tariflichen Arbeitszeit von 4 Wochenstunden ausgeglichen. Danach wurde die tarifliche Arbeitszeitverkürzung zunehmend durch Teilzeitarbeit ersetzt. Dadurch betrug 2007 die durchschnittliche Wochenarbeitszeit aller Voll- und Teilzeitbeschäftigten im Durchschnitt nur noch 30,31 Stunden, so dass 2007 etwa 7,2 Mio. Menschen von Unterbeschäftigung betroffen waren.
Anfang 2020 meldeten die Medien, das Arbeitskräftepotenzial in Deutschland werde im Jahr 2020 „nur noch um einige Zehntausend zunehmen“ und danach „unweigerlich schrumpfen“, sobald die Babyboomer in Rente gingen. Deutsche Unternehmen stünden vor der Aufgabe, „mit weniger Menschen dennoch mehr zu erwirtschaften“; zugleich würden die Anforderungen, die an Arbeitskräfte gestellt werden, durch eine höhere Komplexität der Tätigkeiten anspruchsvoller.